# Medenjaki
Medenjaki so pikantni piškoti iz medenega testa.   
So del božičnih praznikov. Danes se z njimi krasi adventne vence in drevesa ter sestavlja pravljične hišice.

### Sestavine in priprava
Vsebujejo moko, med, jajca, sodo bikarbono ali pecilni prašek, sladkor, mleti cimet in tolčene klinčke. Starejši recepti so namesto sode bikarbone omenjali jelenovo sol. Nekateri dodajo še surovo maslo, mlete orehe, muškatni orešček, rum in naribano limonino lupino. Za pikanten okus se lahko doda tudi piment, koriander, ingver in kardamom. Medenjaki so boljši, če narejeno testo stoji nekaj časa. Po koncu peke morajo medenjaki počivati na vlažnem, da se zmehčajo in dobijo boljši okus.
Jelenovo sol oziroma pepeliko (zmes amonijevega hidrogenkarbonata in amonijevega karbamata) se je dobilo v lekarnah. Najprej so jo pridobivali iz jelenovih rogov, nato s kemično sintezo. Je zelo higroskopična in dobi vonj po amonijaku, zato so piškoti včasih smrdeli. Sanitarna inšpekcija jo je prepovedala.
Tudi načini oblikovanja medenjakov se razlikujejo. Nekateri položijo v sredino medenjaka orehovo jedrce ali mandelj. Njihovo površino se premaže s sladkorno glazuro ali beljakom. Zunanji dodatki za medenjake so prišli kasneje.

### Po svetu
Starogrojski paprenjoki z otoka Hvar so ročno izdelani medenjaki iz oljčnega olja, medu in začimb.
Nemški »lebkuchen«, ki mu Slovenci tudi pravimo medenjak, ne vsebuje medu, namesto moke pa se pri njegovi pripravi uporablja maso iz mletih lešnikov, mandljev ali orehov. Pikantni različici s poprom se pravi »pfefferkuchen«. 
Angleško govoreči svet za svoj pikantni »gingerbread« uporablja ingver.
»Basler läckerli« iz švicarskega mesta Basel so medenjaki z mandeljni, suhim sadjem in češnjami.

### Zgodovina

#### Izdelava in prodaja medenjakov vokupirani Ljubljanski pokrajini
Visoki komisar (Prehranjevalni zavod - krajše imenovan Prevod) je 7. novembra 1941 z zakonom omejil izdelavo in prodajo medenjakov do 31. decembra 1941. Ker je ostala neporabljena zaloga, so jo morali trgovci na debelo in drobno prijaviti Prevodu preko občinskih preskrbovalnih uradov do 25. junija 1942 in jo prodajati najdlje do 15. julija 1942. Po tem roku so morali neprodane zaloge do 25. julija 1942 prijaviti Prevodu.
Konec leta 1942 je minister za poljedelstvo in gozdove na željo proizvajalcev podaljšal prodajo mandljevih sladic in medenjakov do 31. januarja 1943.

#### Medenjaki kot del dobrodelnih dejavnosti
Koroška zimska pomoč je leta 1942 otrokom s stare Koroške, južne Gorenjske in Mežiške doline podarila družabne igre, igrače, knjige za slikanje in 12 ton medenjakov. Za božič 1942 je narodno socialno skrbstvo v Šmartnem pod Šmarno goro otrokom razdelilo 1500 igrač in 63 kg medenjakov. Leta 1948 je na zaključnem otroškem sejmu tedna matere in otroka v Vojniku organizacija AFŽ v svojem paviljonu prodajala volnene okraske, papirne vetrnjače in medenjake. Leta 1950 je AFŽ medenjake delila pionirjem na Pionirskem dnevu v Kranju.

### Medenjaki v zgodbi o Janku in Metki
Hiša iz medenjakov z dodatki iz drugih slaščic se pojavi v zgodbi o Janku in Metki bratov Grimm, vendar šele v kasnejših izdajah. Najprej je bila iz kruha, sladkorja in pogače.

## Sorodno pecivo
- škofjeloški kruhki
- dražgoški kruhki
- lect